# Daniel Gottschlich

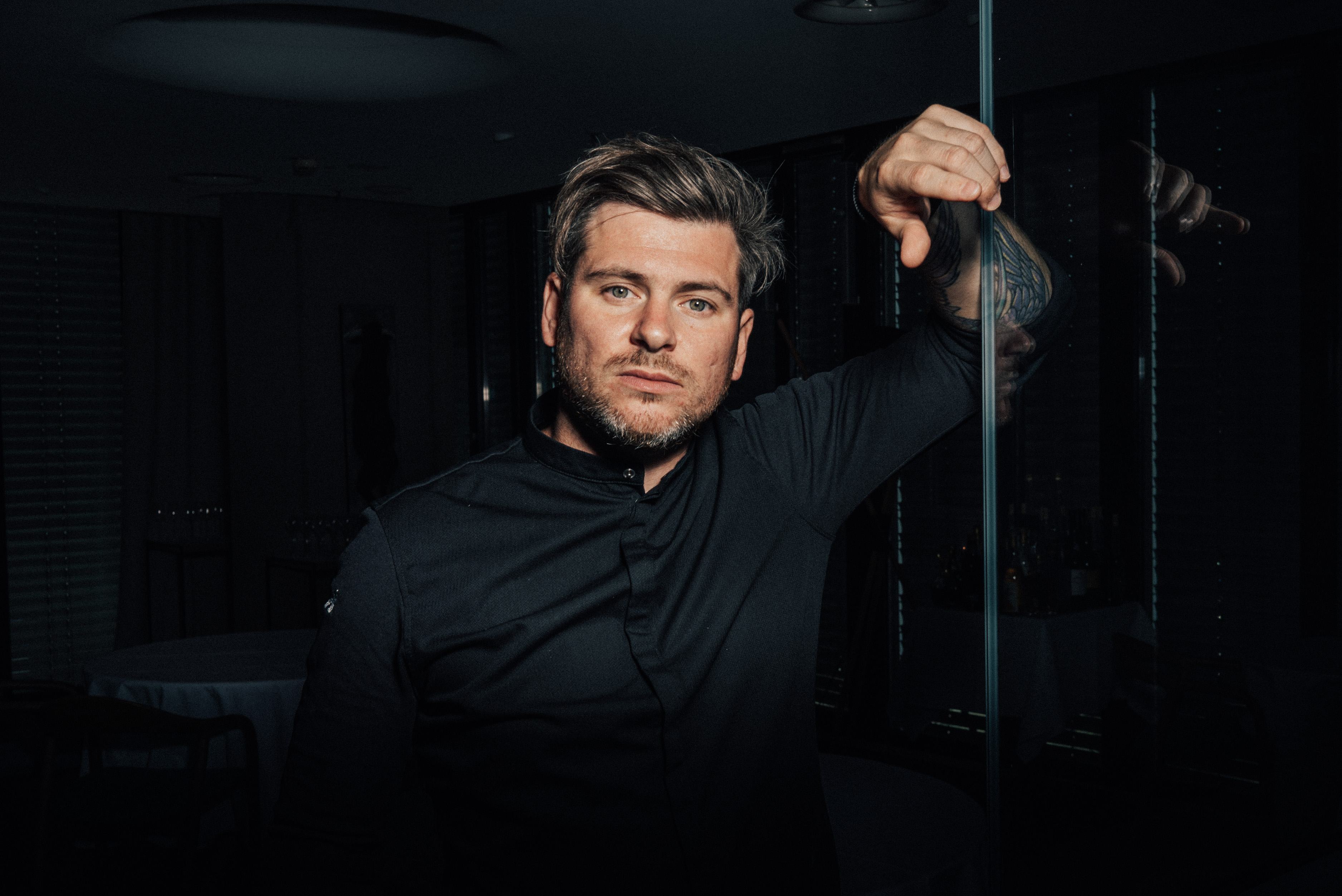
Daniel Gottschlich, 2020

Daniel Gottschlich (* 16. November 1982 in Troisdorf) ist ein deutscher Koch. Er ist der Betreiber der Kölner Restaurants Ox & Klee und Puls.

## Leben
Gottschlich lernte Energieanlagenelektroniker. Anschließend absolvierte er eine Ausbildung zum Koch im Steigenberger Grandhotel Petersberg in Königswinter. Danach war er Souschef im Brauhaus Früh in Köln.
Im August 2010 eröffnete er in einem Souterrain in der Kölner Neustadt-Süd das Ox & Klee. 2015 wurde das Restaurant mit einem Michelinstern ausgezeichnet. Im September 2016 zog das Restaurant ins mittlere Kranhaus im Rheinauhafen um. Im selben Jahr eröffnete Gottschlich im Erdgeschoss des Gebäudes das Restaurant Bayleaf, das mittlerweile geschlossen ist. 2019 kam der zweite Michelinstern für das Ox & Klee hinzu. 2022 eröffnete er in der Kölner Altstadt das Puls – Restaurant & Bar.
Als erster Koch erhielt Gottschlich das Künstlerstipendium der Villa Massimo.
Gottschlich ist neben seinem Beruf passionierter Schlagzeuger. Im Juni 2019 spielte er als Solist mit Küchenutensilien gemeinsam mit dem WDR Sinfonieorchester das Konzertstück Hors d’oeuvre des slowenischen Komponisten Vito Žuraj im Funkhaus Wallrafplatz in Köln.

## Auszeichnungen
- 2015: Ein Stern im Guide Michelin 2016 für das Ox & Klee[2]
- seit 2019: Zwei Sterne im Guide Michelin 2019 für das Ox & Klee[2]
- 2022: 3 rote Hauben im Gault & Millau 2022 für das Ox & Klee[2]
- seit 2023: 4 schwarze Hauben im Gault & Millau 2023 für das Ox & Klee[2]

## Veröffentlichungen
- Daniel Gottschlich mit Sebastian Späth: Grazie Roma – Wie ich mein Sternerestaurant zurückließ, in Italien Inspiration für neue Gerichte fand und mich am Ende selbst überraschte. DuMont, Köln 2025, ISBN 978-3-7558-2008-6.